# 恩特吉庫納
恩特吉庫納（法語：N'Tjikouna），是馬里的城鎮，位於該國南部，由錫卡索區的錫卡索省負責管轄，面積104平方公里，海拔高度304米，2009年人口4,604，人口密度每平方公里44人。